# Silvestre Vélez de Escalante

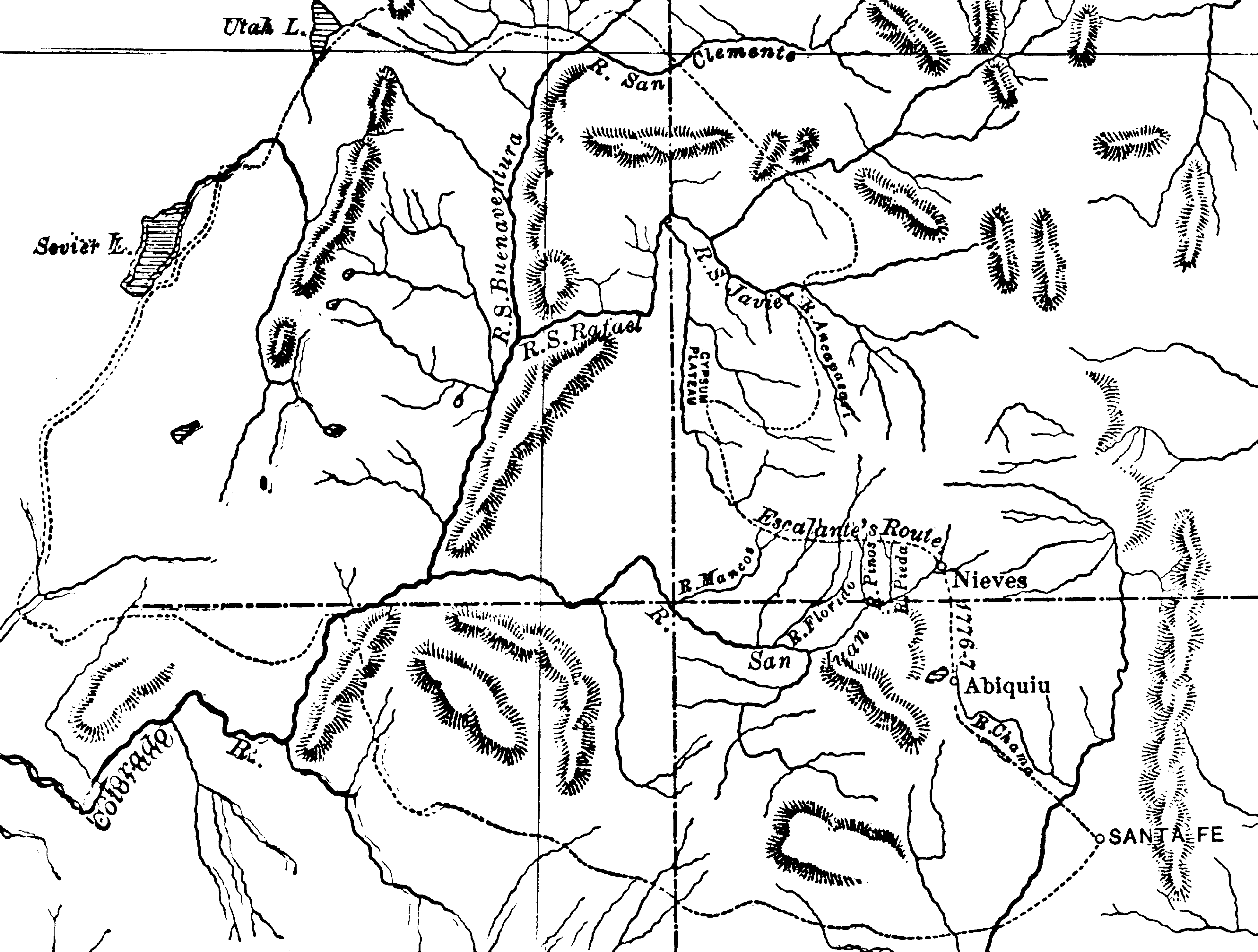
Az Escalante expedíció útvonala

Silvestre Vélez de Escalante spanyol ferences-rendi misszionárius és felfedező a 18. század végén. 1776-77-ben, mikor Francisco Dominguezzel, Don Bernardo Miera y Pacheco térképésszel és nyolc másik társával utat keresett Santa Fe és a kaliforniai Monterey között, újra felfedezte az arizonai Grand Canyont. Feltárta a mai Colorado nyugati területeit. A spanyol felfedezők közül ő lépett először a mai Utah területére, először javasolta, hogy létesítsenek a területen gyarmatot. A Santa Fe és a Monterey közti utat azonban nem találta meg, így visszatért Santa Fébe. Útját részletesen dokumentálta. Az Escalante folyó, az utahi Escalante város őrzi a felfedező emlékét.